# Chocabeck (singolo)
Chocabeck è un singolo del cantante italiano Zucchero Fornaciari, pubblicato prima nel novembre 2010 per il mercato internazionale, e il 16 settembre 2011 per il solo mercato italiano dall'etichetta discografica Polydor. È stato estratto dall'album omonimo.

## Descrizione
Come rivelato nell'autobiografia Il suono della domenica - Il romanzo della mia vita, il brano è stato composto dallo stesso Zucchero molto tempo prima della pubblicazione, alla fine degli anni '70: a quel tempo il cantautore l'aveva intitolata Anni Sessanta. Nel tema musicale del ritornello si riconoscono alcuni richiami al brano Un'orgia di anime perse, contenuto in Miserere.
La canzone, poi corredata da un nuovo testo riscritto con la collaborazione di Pasquale Panella, è stata inserita nel concept album Chocabeck, a cui dà il titolo. I cori della canzone sono stati affidati a Brian Wilson.
Significato della parola
"Chocabeck" è un neologismo inventato da Zucchero che richiama il vocabolo in dialetto reggiano "ciòcabec" con il quale si designa una pianta di campo (Tragopogon pratensis) simile al crescione (quindi povera), in passato spesso uno dei pochi alimenti dei contadini reggiani.
La parola, infatti, deriva dall'unione di due vocaboli della lingua emiliana, ossia ciòca (cioè batte, per intendere qualcosa che fa rumore), e bec, (becco), che insieme assumono il significato di becco che fa rumore, e quando un becco fa rumore significa che è vuoto e non c'è cibo al suo interno.
Il cantante ha raccontato che la parola ciòcabec veniva spesso pronunciata da suo padre come eufemismo per far capire alla famiglia che non c'era niente da mangiare oppure che non ce n'era abbastanza per tutti.
Un altro riferimento all'infanzia del cantante contenuto nel brano è il "calcinculo", ossia la giostra tipica delle feste di paese.

## Il video
Il video del brano è stato diffuso nel novembre 2010 e mostra Zucchero che passeggia per un paese, con la sua chitarra appesa al collo, osservando come tutti passano la loro vita quotidiana, chi con i propri figli chi con i propri cari. Il video, dunque, richiama fortemente la tematica dell'intero album Chocabeck, da cui l'omonimo singolo è tratto: una domenica di paese dall'alba al tramonto.
La location per le riprese del video è il paese di Roccabianca, piccolo borgo in provincia di Parma.
- Chocabeck, su YouTube. URL consultato il 9 giugno 2022.

## Tracce
1. Chocabeck – 4:47 (testo: Zucchero, Pasquale Panella – musica: Zucchero)

## Classifiche
| Classifica (2010-2011)    | Posizione massima |
| ------------------------- | ----------------- |
| Italia                    | 38                |
| Belgio (Fiandre)          | 43                |
| Belgio (Vallonia)         | 24                |
| Italia (airplay)          | 6                 |
| Italia (airplay italiana) | 4                 |
| Europa                    | 73                |